# Prenzlau, Queensland
Prenzlau är en småstad i delstaten Queensland i Australien, belägen i Lockyer Valley omkring 70 km väster om Brisbane. Staden förvaltas som en del av kommunen Somerset Region och hade 1 120 invånare vid 2006 års folkräkning.
Prenzlau grundades i slutet av 1800-talet av invandrare från den tyska regionen Uckermark, som döpte staden efter staden Prenzlau i Tyskland.  I ortens skola undervisas fortfarande tyska som minoritetsspråk.